# Anders Ulrik Isberg den äldre
Anders Ulrik Isberg, född 4 juli 1826 i Malmö, död 28 maj 1900 i Malmö Sankt Petri församling, Malmö
, var en svensk järnvägskamrer och författare. Han var far till Anders Ulrik Isberg den yngre och farfar till Hagbard Isberg.
Efter att Isberg genomgått Malmö lärdoms- och apologistskola fortsatte hans studier 1844 vid Lunds universitet. Lundatiden tillbringades under fattiga förhållanden. Den förkärlek till sång och musik som han uppvisat sedan barndomen kom nu väl till pass. Han anslöt sig till studentsångens utövare. År 1849 blev han föreståndare för den då nygrundade Falkmanska skolan i Malmö. Vid denna tid väcktes Isbergs intresse för historia i allmänhet och Malmös historia i synnerhet. År 1858 kom han ut med "Karta öfver Malmö fästningsverk år 1720". År 1856 stod järnvägslinjen Malmö-Lund klar och sedan fortsatte arbetet på Södra stambanans framdragande norrut. Isberg anställdes 1859 som materialbokhållare vid Statens järnvägsbyggnader och kom som tjänsteman att verka där resten av sitt yrkesverksamma liv. På sin fritid sysslade han med sitt älsklingsämne, Malmös historia.
För att kunna sammanställa all information som han insamlade genom arkivstudier i stadens äldre arkiv, behövde han en karta med exakta tomtgränsangivelser. Under sex år arbetade Isberg med att noggrant kartlägga varje tomt i staden. Hans Historisk karta öfver Malmö stad kom ut 1875. Till kartan utgavs häftet "Anteckningar om Malmö stad" 1876. Detta var första gången som Malmö historiska topografi på ett mera vetenskapligt sätt bearbetades och redovisades. Under åren 1895-1897 utkom så böckerna "Bidrag till Malmö stads historia" del 1 och 2a. Böckerna behandlade Malmös prästerskap genom tiderna samt Malmös magistrat och byfogdar fram till 1658. Vid Isbergs död 1900 låg merparten av del 2b färdig. Den handlar om stadens tjänstemän från 1658. Denna sista del utgavs av hans son Anders Ulrik Isberg den yngre och texten utökades också väsentligt av denne. Till skillnad mot fadern var dock sonen inte alltid lika noggrann med att enbart hålla sig till källornas utsagor.